# 馬爾馬拉湖
馬爾馬拉湖（土耳其語：Marmara Gölü）是土耳其的湖泊，位於該國西部蓋迪茲河沖積河谷，由馬尼薩省負責管轄，面積44.5平方公里，海拔高度79米，該湖被國際鳥盟列入重點鳥區名錄。
38°36′52″N 27°59′01″E / 38.6143769°N 27.9834738°E